# Это игра
«Это игра» — пятнадцатый студийный альбом российской певицы Татьяны Булановой, выпущенный в ноябре 2002 года на лейбле Iceberg Music. Продюсером альбома стал Николай Тагрин, а автором всех песен — Олег Попков. На песни «Позвони», «Да это нет», «Любила только тебя» и «Просто ветер» были сняты видеоклипы.

## Отзывы критиков
Татьяна Давыдова из InterMedia дала негативный отзыв альбому, заявив, что песни «Игры» не только не добавляют ничего нового к творческому наследию Тани Булановой, но и дальше отбрасывают певицу от музыкального Олимпа, куда её довезли прежние достижения.
Рецензент портала «Звуки.ру» также дал неблагоприятную оценку заметив, что в новом альбоме депрессии больше, чем во всех предыдущих, вместе взятых. Также он поразился тому факту, как умная, обладающая вкусом и способностью к риску женщина, выпустив недавно качественный альбом в сотрудничестве с неплохим ди-джеем, данным альбомом посылает хорошо проделанную работу одним махом псу под хвост. Вдобавок он призвал певицу перестать покупать тряпки в секонд-хэнде при варьете и песни у посредственностей.
В обзоре «Музыкальной газеты» альбом назвали «отвратительным» и «мерзким», отметив, что песни «слушабельными можно назвать лишь с большой натяжкой», а значит «альбом пройдёт мимо меломанского уха», разумеется, если не «слушать радио и не смотреть телевизор». Также рецензент не оценил и новый образ Булановой-порнозвезды из буклета — «смешно и неудобно». Резюмируя, он отметил, что если уж хочется всплакнуть, то можно послушать альбом и поплакать, но уже от «осознания убогости российской поп-сцены».

## Список композиций
Слова и музыка всех песен — Олега Попков.
| №                   | Название                                | Длительность |
| ------------------- | --------------------------------------- | ------------ |
| 1.                  | «Позвони»                               | 3:34         |
| 2.                  | «Любила только тебя»                    | 5:00         |
| 3.                  | «Принцесса»                             | 4:07         |
| 4.                  | «Белые дороги»                          | 4:41         |
| 5.                  | «Догони»                                | 3:38         |
| 6.                  | «Не верю»                               | 4:58         |
| 7.                  | «Да — это нет»                          | 4:31         |
| 8.                  | «Улетает не любя»                       | 4:18         |
| 9.                  | «Шар в небо голубое»                    | 4:30         |
| 10.                 | «Больше, чем любовь»                    | 4:16         |
| 11.                 | «Далёкая даль»                          | 4:06         |
| 12.                 | «Северный ветер»                        | 4:36         |
| 13.                 | «Просто ветер» (дуэт с Олегом Попковым) | 3:53         |
| Общая длительность: | Общая длительность:                     | 56:08        |